# Mieczysław Wojtowicz
Mieczysław Andrzej Wojtowicz (ur. 30 listopada 1917 w Sanoku, zm. 5 października 1992 tamże) – żołnierz Polskich Sił Zbrojnych, uczestnik walk na froncie zachodnim podczas II wojny światowej, ślusarz-mechanik, wieloletni pracownik przemysłu motoryzacyjnego związany z Sanokiem.

## Życiorys
Mieczysław Andrzej Wojtowicz urodził się 30 listopada 1917 w Sanoku w rodzinie robotniczej jako jeden z trojga dzieci Karola (kowal w Fabryce Maszyn i Wagonów – L. Zieleniewski) i Wiktorii z domu Mindur. W wieku 14 lat podjął terminowanie w tym samym zakładzie, a po trzech latach zdał egzamin czeladniczy i w 1936 został zatrudniony na stanowisku rymarza-tapicera. Ukończył 7 klas szkoły powszechnej i 3 klasy szkoły zawodowej.
W 1939 został powołany do odbycia zasadniczej służby wojskowej. Po wybuchu II wojny światowej brał udział w kampanii wrześniowej, zmobilizowany 6 września 1939 do 10 Dywizjonu Taborów z Radymna. 10 września został przydzielony do kompanii szkolnej jako strzelec. Walczył m.in. pod Rawą Ruską. Po rozbiciu tej kompanii pod Lwowem i agresji ZSRR na Polskę z 17 września 1939 został aresztowany przez Sowietów, wywieziony do ZSRR i przebywał w niewoli. Na mocy układu Sikorski-Majski z 30 lipca 1941 odzyskał wolność, a 9 października 1941 wstąpił do formowanej Armii Polskiej w ZSRR gen. Władysława Andersa. Służył w szeregach 6 Dywizyjnego Batalionu Strzeleckiego „Dzieci Lwowskich”, w składzie którego przebył szlak przez Bliski Wschód (Iran, Irak, Palestyna, Egipt) jako strzelec. Po przemianowaniu jednostki na 6 Pułk Pancerny „Dzieci Lwowskich” (w składzie 2 Brygady Pancernej) objął stanowisko celowniczego czołgu. Wraz z 2 Korpusem Polskim trafił do Włoch. Brał udział w kampanii włoskiej. W stopniu kaprala uczestniczył w walkach w bitwie o Monte Cassino, bitwie o Ankonę i bitwie o Bolonię, Piedimonte, Loretto.  W chwili zakończenia wojny 8/9 maja 1945 przebywał we Włoszech pod Bolonią. Zakończył służbę 9 maja 1945. W kwietniu 1946 mianowany kapralem. Po opuszczeniu Włoch przebywał w Maroku, po czym trafił w sierpniu 1946 do Anglii jako drużynowy. Po wojnie do 1947 przebywał w Wielkiej Brytanii, po czym w maju tego roku powrócił do Polski. 
W Sanoku 25 maja 1947 został zdemobilizowany. W tym samym roku w rodzinnym mieście podjął pracę w macierzystej fabryce, przemianowanej na „Sanowag” (od 1958 Sanocka Fabryka Autobusów „Autosan”). Do 1949 był zatrudniony na stanowisku ślusarza-mechanika (tego zawodu wyuczył się w wojsku). Do 1953 był kierownikiem garaży, był przydzielony do tapicerni, potem na wydziale produkcji. Do 1960 pracował jako technik samochodowy, a następnie jako ślusarz-mechanik. W latach 70. był brygadzistą i zastępcą mistrza na wydziale W-5. W 1976 przeszedł na emeryturę.
Od 1947 do 1948 należał do PPR, od 1948 był członkiem PZPR. Działał społecznie oraz na polu organizacyjnym i partyjnym w zakładzie, m.in. był członkiem egzekutywy ip lenum Komitetu Zakładowego PZPR, przewodniczącym Rady Oddziałowej, pełnił funkcję sekretarza Oddziałowej Organizacji Partyjnej (OOP) PZPR, działał też w organizacji związkowej. W 1976 obchodził jubileusz 40-lecia pracy zawodowej w sanockiej fabryce. Łącznie przepracował w fabryce 42 lata. Był członkiem Koła Miejsko-Gminnego Związku Bojowników o Wolność i Demokrację w Sanoku. W 1976 otrzymał zaświadczenie kombatanta. W latach PRL figurował w stopniu wojskowym kaprala, a w 1989 pozostawał w stopniu sierżanta rezerwy. 
Zamieszkiwał przy ul. Rymanowskiej w Sanoku. Zmarł 5 października 1992 w Sanoku. Został pochowany na Cmentarzu Centralnym w Sanoku. Jego żoną tuż przed wybuchem II wojny światowej została Bronisława z domu Szczudlik (1921–2004), która podczas okupacji niemieckiej została wywieziona na roboty przymusowe do III Rzeszy. Ich synem jedynakiem jest Jerzy Wojtowicz (ur. 1952), artysta malarz.

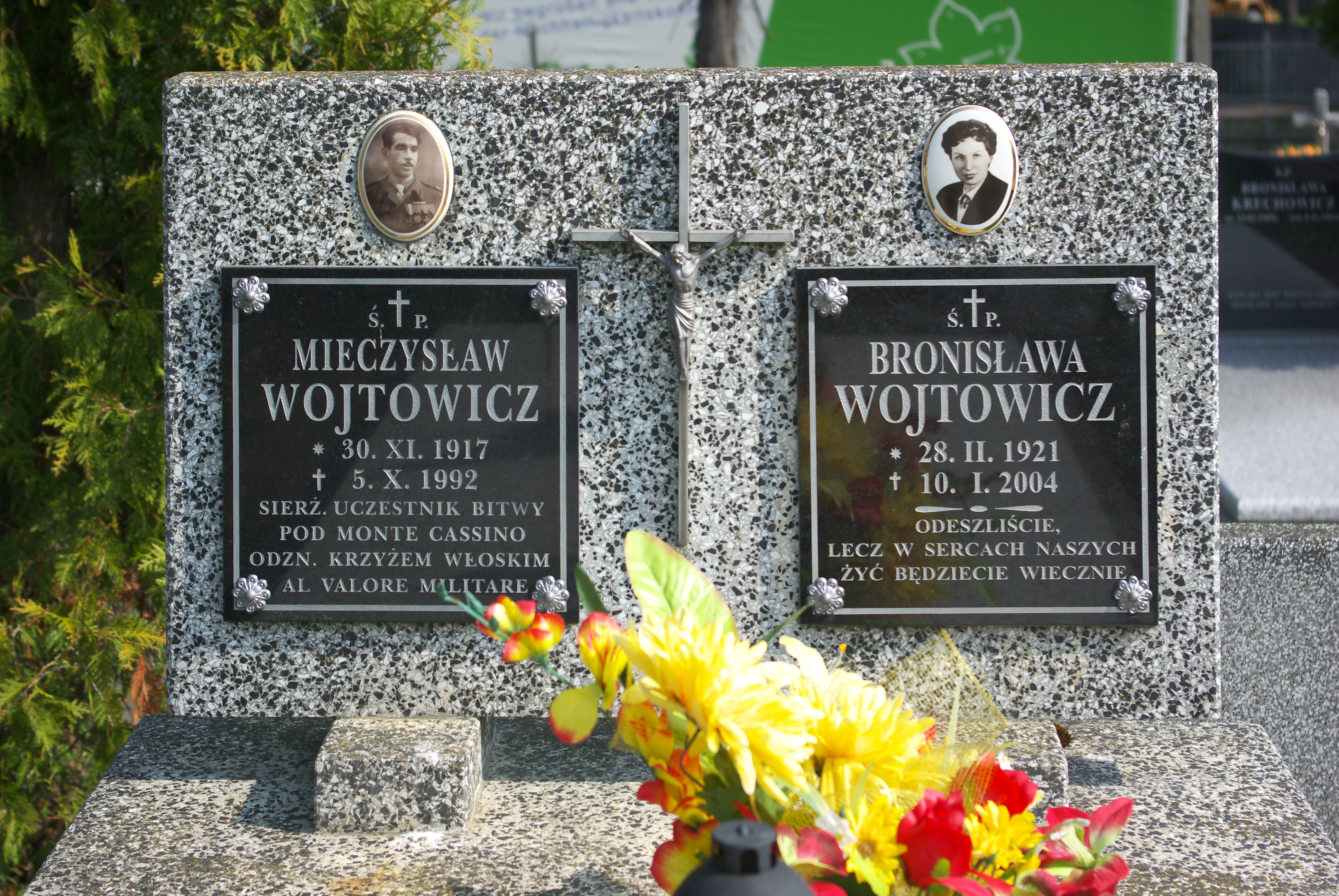
Grobowiec Mieczysława i Bronisławy Wojtowiczów w Sanoku

## Odznaczenia i wyróżnienia
- Krzyż Kawalerski Orderu Odrodzenia Polski (1971)[23][3][24]
- Krzyż Walecznych (1945, PSZ)[24][25][b]
- Medal Wojska (1946)[26]
- Medal „Za udział w wojnie obronnej 1939” (1982)[18][6]
- Medal Zwycięstwa i Wolności 1945 (1987)[27]
- Krzyż Pamiątkowy Monte Cassino[26][28][6]
- Krzyż Czynu Bojowego Polskich Sił Zbrojnych na Zachodzie[29]
- Krzyż Wojenny za Męstwo Wojskowe – Włochy[26][6]
- Gwiazda Italii – Włochy[2][6][30]
- Gwiazda za Wojnę 1939–1945 – Wielka Brytania[2][30][6]
- Medal Wojny 1939–1945 – Wielka Brytania (1947)[24]
- Odznaka „Zasłużony dla Sanockiej Fabryki Autobusów” (1975)[31]
- List gratulacyjny od Edwarda Gierka za osiągnięcia w pracy zawodowej i działalności społecznej na XXX-lecie PRL (1975)[11]
- Wpis do Złotej Księgi ZBoWiD w Sanoku (1989)[7]